# Nikolaj Kovalëv
Nikolaj Anatol'evič Kovalëv (in russo Николай Анатольевич Ковалёв?; Vesëlij, 28 ottobre 1986) è uno schermidore russo, vincitore di una medaglia di bronzo ai campionati mondiali di scherma.

## Palmarès
- Giochi olimpici

Olimpiadi di Londra 2012: bronzo nella sciabola individuale.
- Mondiali

Torino 2006: bronzo nella sciabola a squadre.
Parigi 2010: oro nella sciabola a squadre.
Catania 2011: oro nella sciabola a squadre.
Budapest 2013: oro nella sciabola a squadre e argento nella sciabola individuale.
Kazan' 2014: oro nella sciabola individuale.
Mosca 2015: argento nella sciabola a squadre.
Rio 2016: oro nella sciabola a squadre.
- Europei

Smirne 2006: bronzo nella sciabola a squadre.
Gand 2007: oro nella sciabola a squadre.
Sheffield 2011: bronzo nella sciabola a squadre.
Legnano 2012: oro nella sciabola a squadre.
Toruń 2016: oro nella sciabola a squadre.